# Amazophrynella
Amazophrynella (лат.) — род бесхвостых земноводных из семейства жаб, обитающих в Южной Америке. В 2012 году был выделен из рода Dendrophryniscus.

## Описание
Это небольшие земноводные — размеры самцов от 12 до 28 мм, самок — от 16 до 30 мм. Паротиды, голосовые складки и барабанные перепонки отсутствуют. Тело плоское, морда закруглённая. Кожа зернистая, и в зависимости от вида более или менее плотная. Задние конечности длиннее тела, что отличает представителей данного рода от многих других видов жаб.
Окраска спины маскировочная, и зависит от конкретного места обитания вида. У Amazophrynella bokermanni и Amazophrynella manaos брюхо белое с неровными чёрными пятнами, у Amazophrynella vote — красно-коричневое с белыми точками, у Amazophrynella minuta — оранжевое с коричневыми пятнами.

## Образ жизни
Населяют низменности. Активны днём, питаются преимущественно муравьями, жуками, клещами и коллемболами.

## Размножение
Это яйцекладущие земноводные. Размножение происходит в сезон дождей (с ноября по май). Кладка состоит из 70—250 яиц и крепится к корням, стволам деревьев или листве. Головастики развиваются в небольших, образованных дождевой водой временных водоёмах или лужах, которые, как правило, не превышающих 20—50 см², и достигают длины около 18 мм.

## Распространение
Ареал рода охватывает бассейн Амазонки — Боливию, Бразилию, Эквадор, Французскую Гвиану, Гайану, Колумбию, Перу, Суринам и Венесуэлу. Таким образом, род также отличается географическим распространением от Dendrophryniscus, обитающих в атлантических тропических лесах на юге и юго-востоке Бразилии.

## Классификация
На февраль 2023 года в род включают 13 видов:
- Amazophrynella amazonicola Rojas et al., 2015
- Amazophrynella bilinguis Kaefer, Rojas-Zamora, Ferrão, Farias, and Lima, 2019
- Amazophrynella bokermanni (Izecksohn, 1994)
- Amazophrynella gardai Mângia, Koroiva, and Santana, 2020
- Amazophrynella javierbustamantei Rojas-Zamora et al., 2016
- Amazophrynella manaos Rojas et al., 2014
- Amazophrynella matses Rojas et al., 2015
- Amazophrynella minuta (Melin, 1941) — Малый арлекин
- Amazophrynella moisesii Rojas-Zamora at al., 2018
- Amazophrynella siona Rojas-Zamora at al., 2018
- Amazophrynella teko Rojas-Zamora at al., 2018
- Amazophrynella vote Ávila et al., 2012
- Amazophrynella xinguensis Rojas-Zamora at al., 2018

## Галерея

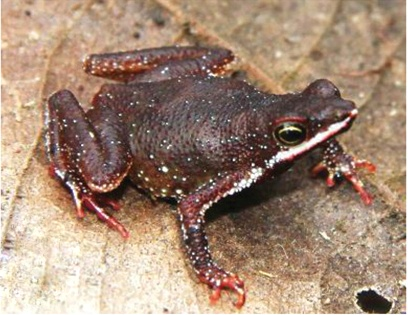
Amazophrynella amazonicola
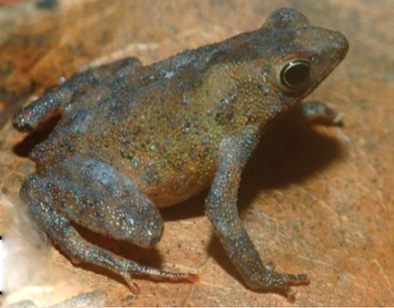
Amazophrynella bokermanni
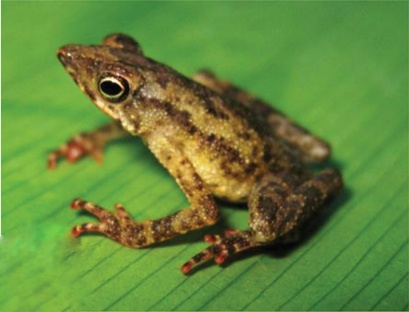
Amazophrynella javierbustamantei
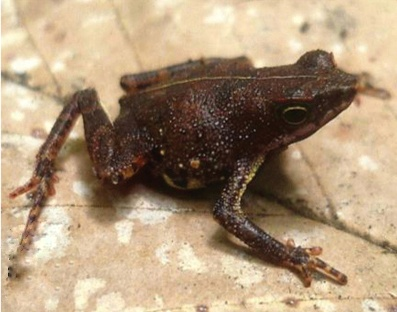
Amazophrynella manaos
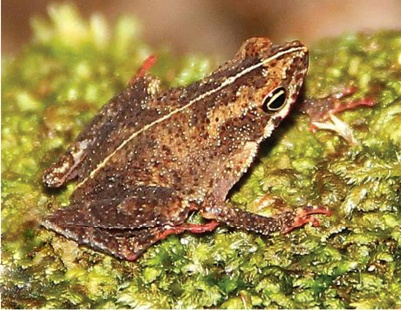
Amazophrynella matses
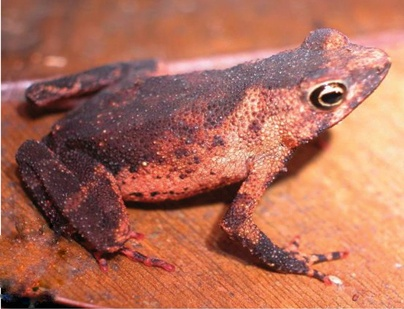
Amazophrynella vote